# Lucapa
Lucapa (auch Lukapa) ist eine Stadt und Landkreis im Nordosten Angolas. Sie war bis 2013 Hauptstadt der Provinz Lunda Norte.

## Bevölkerung
Der Kreis Lucapa hat rund 179.000 Einwohner (Schätzung 2019). Die Volkszählung 2014 ergab 154.305 Einwohner. Durch den Angolanischen Bürgerkrieg (1975–2002) und Zwangsumsiedlungen, sowie Vertreibungen waren erhebliche Bevölkerungsfluktuationen zu verzeichnen.

## Verwaltung
Lucapa ist Sitz eines gleichnamigen Kreises (Município) der Provinz Lunda Norte. Der Kreis hat eine Fläche von 17.500 km².
Vier Gemeinden (Comunas) bilden den Kreis Lucapa:
- Camissombo
- Capaia
- Lucapa
- Xá Cassau

## Wirtschaft
Es gibt in der Umgebung Diamantenvorkommen, die von der Sociedade Mineira do Lucapa Lda in der Lulo-Mine abgebaut werden. Es ist die Mine mit den größten Diamanten, die in Angola bisher gefunden wurden. Im Jahr 2016 wurde ein Diamant von 404 Karat entdeckt, der für 16 Mio. US-Dollar an eine Schweizer Firma verkauft wurde, die Isabel dos Santos gehört. Nach dem Schliff wurde er für 34 Mio. US-Dollar von Christie’s versteigert. Im Februar 2017 wurde erneut in der Mine ein Diamant von 227 Karat gefunden, im Februar 2019 einer von 128 Karat. Bis Mitte Mai 2019 wurden dort bereits 13 Diamanten über 100 Karat entdeckt. Nach einer Studie befinden sich dort Diamantenvorkommen von über 80.000 Karat. Das Unternehmen plant, in Lucapa die erste Diamantschleiffabrik in Angola zu errichten.
Die Provinzverwaltung ist aber auch bestrebt, die Agrarproduktion um Lucapa zu erhöhen, um Armut und Hunger in der Region zu bekämpfen. Zu diesem Zweck wurden im Jahr 2016 insgesamt 15 Hektar Land an 55 Kooperativen vergeben. Im Município werden bereits auf 21.000 Hektar landwirtschaftlicher Fläche 22 Tonnen Maniok, das Hauptagrarprodukt der Gegend, neben Süßkartoffeln und Yams angebaut.